# راه‌آهن اپنزل

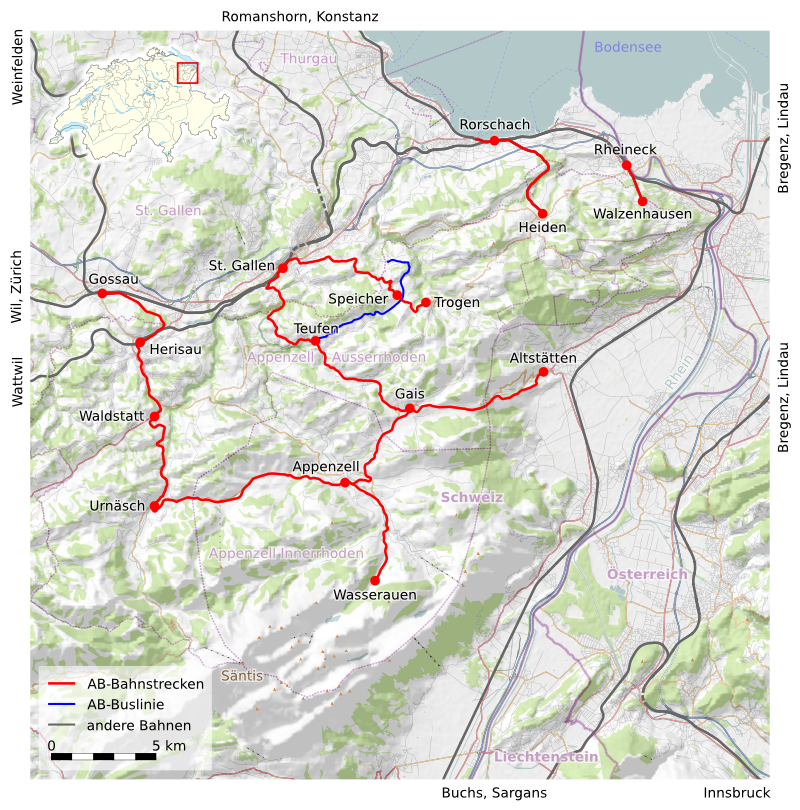
نقشه خطوط راه‌آهن اپنزل

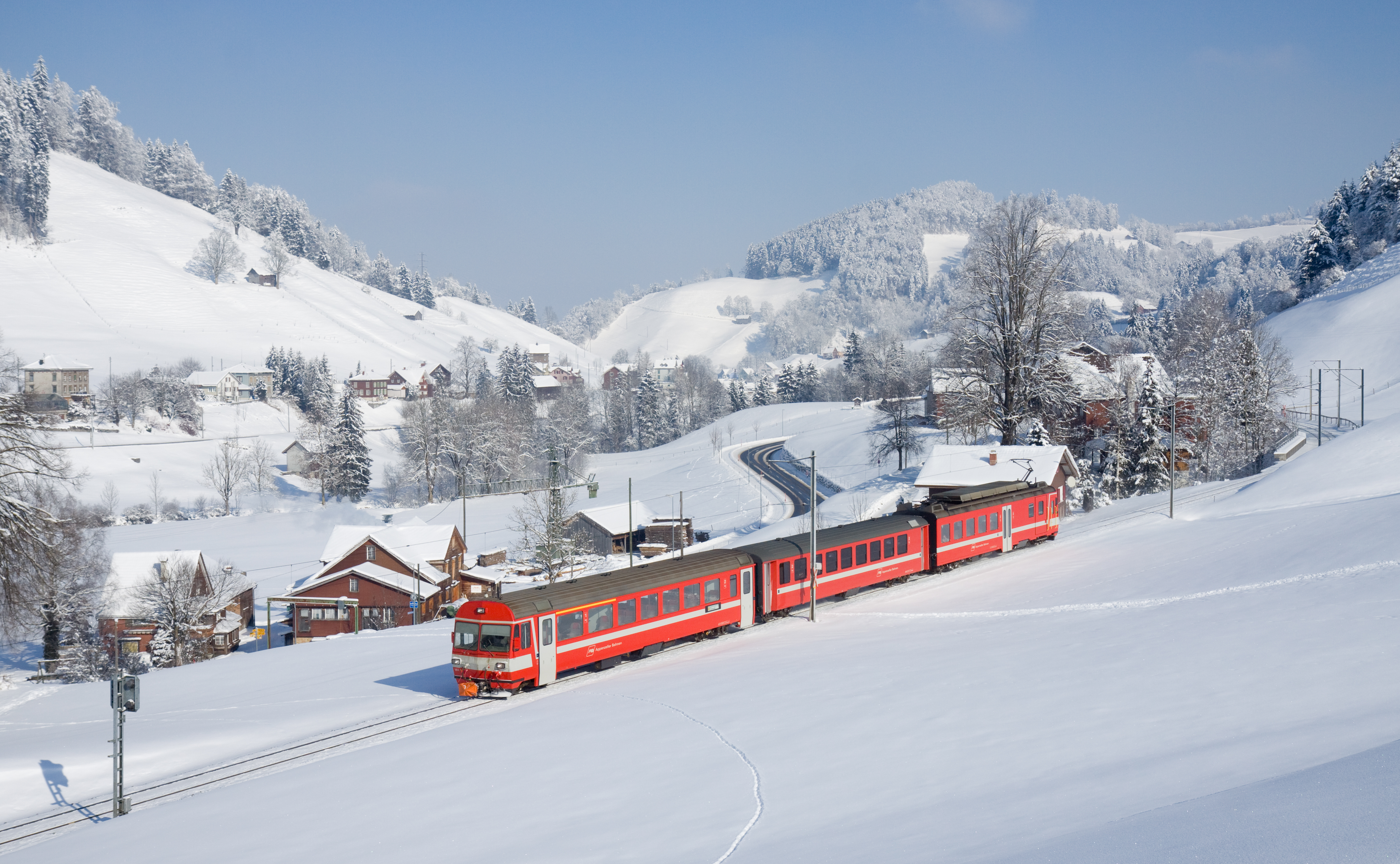
قطار اپنزل در فصل زمستان.

راه‌آهن اَپنزل (آلمانی: Appenzeller Bahnen) یک شرکت ترابری سوئیسی راه‌آهن با دفتر مرکزی در اریزو می‌باشد. اپنزل یک شبکه خطوط راه‌آهن را در اینرهودن، آوسرهودن و سنت گالن اداره می‌کند.